# Chris Amon
Christopher Arthur Amon (20 de julho de 1943 — 3 de agosto de 2016) foi um automobilista neozelandês de Fórmula 1.

## Carreira

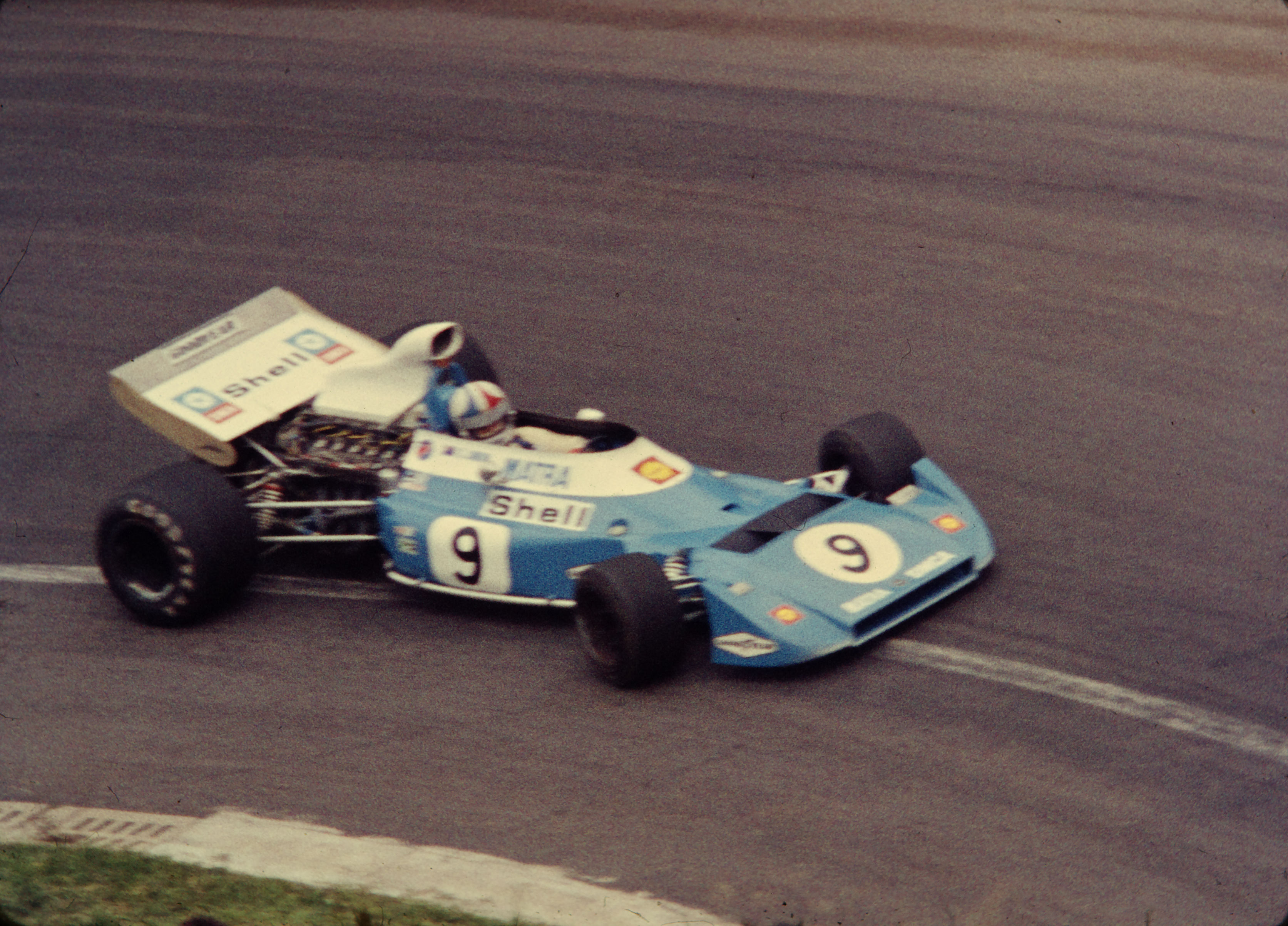
Amon na Fórmula 1 em 1972.

Seu pai era um rico agricultor e ele, aos dezoito anos, começou a correr conseguindo uma boa reputação como piloto em seu país. No final de 1962 foi convidado pelo ex-piloto inglês Reg Parnell para correr na Europa. Em 1963, estreou na Fórmula 1 no GP de Mônaco, porém teve que ceder sua vaga para o veterano francês Maurice Trintignant. A estreia "oficial" de Amon seria no GP da Bélgica, onde abandonou.
Em 1964 continuou na equipe de Parnell, tendo se mudado para a Ian Raby Racing, que usava chassi da Brabham, onde permaneceu até o ano seguinte, quando foi contratado pela Ferrari. Em 1966, em dupla com Bruce McLaren vence as 24 Horas de Le Mans. Nos anos seguintes, continua sem bons resultados na Fórmula 1 apesar de ser reconhecidamente um piloto rápido e de talento. 

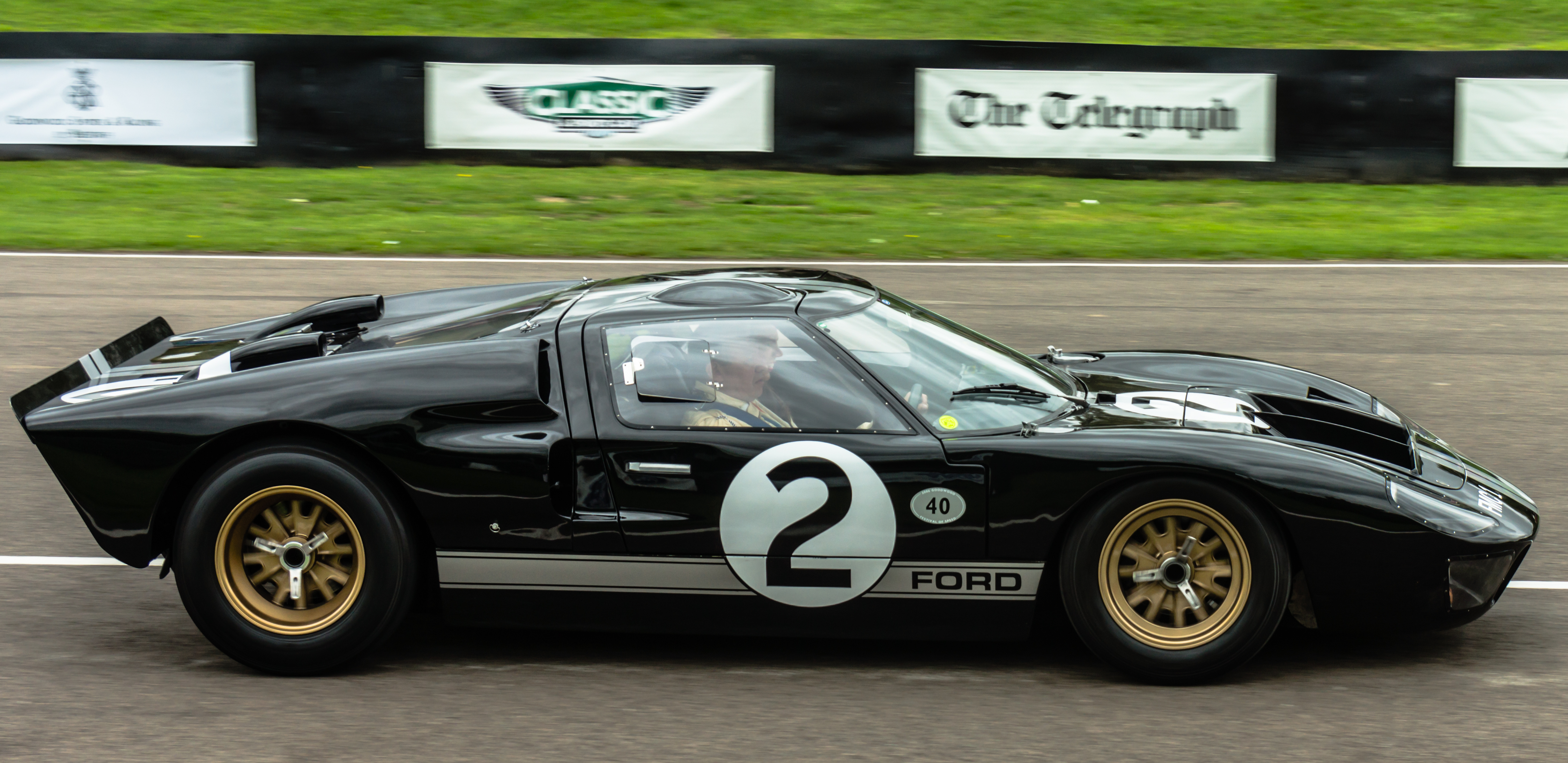
Ford GT40 de Amon das 24 Horas de Le Mans de 1966.

Em 1967 vence, em dupla com Lorenzo Bandini as 24 Horas de Daytona e as 1 000 Milhas de Monza. Na F-1, conquista 4 terceiros lugares antes de deixar a Ferrari no final de 1969, obtendo ainda um segundo lugar. Corre pela March em 1970 e no ano seguinte assina com a Matra, pela qual consegue sua única vitória a bordo de um carro de Fórmula 1: o Grande Prêmio da Argentina de 1971 que, por ser uma prova extracampeonato, não entra nas estatísticas da categoria. Com a saída da Matra das competições no ano anterior, Amon aceita o convite da Tecno, mas o carro é muito ruim e o neozelandês marca apenas um ponto. Ainda em 1973, tenta participar do GP dos EUA pela Tyrrell, mas o acidente fatal de François Cévert abala o piloto, que desiste de correr a prova.
Para 1974, cria sua própria equipe, mas o Amon AF101, apesar de exibir um bom potencial, não mostra confiabilidade e o neozelandês disputa apenas o GP da Espanha. No final do mesmo ano, aceita o convite de outra equipe tradicional, a BRM e disputa 2 corridas pela mesma, não se destacando em nenhuma. Em 1975 é contratado por Morris Nunn para desenvolver o carro de sua equipe, a Ensign, onde também participa de 2 GP's. O ano seguinte começa animador para Amon, que obtém um 5º lugar na Bélgica e bons desempenhos na Suécia e Inglaterra, tendo abandonado com problemas mecânicos. O acidente quase fatal de Niki Lauda na Alemanha, naquele mesmo ano, faz com que ele recuse disputar a corrida e, com isto, perde o emprego na Ensign. A pedido de Walter Wolf, que havia comprado um Willians, tenta uma vaga no grid para o GP do Canadá, mas uma batida no treino classificatório faz com que Amon, então com 33 anos, abandonasse definitivamente a Fórmula 1 no final daquele ano.
Ele é tido por muitos como o melhor piloto da história da Fórmula 1 a nunca conquistar uma vitória em prova válida pelo campeonato. Sua reputação por má sorte era tanta que seu companheiro Mario Andretti uma vez brincou dizendo:
"Se ele se tornasse um coveiro, as pessoas parariam de morrer".
Em seu último ano na Fórmula 1, conheceu quando competia na CanAm um jovem piloto canadense que lhe pareceu muito talentoso, a ponto de recomendar ao seu ex-patrão, Enzo Ferrari, que contratasse o novato. O nome do jovem: Gilles Villeneuve.
Morreu aos 73 anos, em 3 de agosto de 2016, vítima de câncer.